# NMEA 0183
NMEA라고 주로 불리는 NMEA 0183은 시간, 위치, 방위 등의 정보를 전송하기 위한 규격이다. NMEA 0183은 미국의 NMEA(The National Marine Electronics Association)에서 정의해 놓았다. 이 데이터들은 주로 자이로컴퍼스, GPS, 나침반, 관성항법장치(INS)에 사용된다. NMEA 0183은 ASCII코드로 직렬 방식의 통신을 사용한다.

## 레이어
NMEA 0183은 3가지 레이어로 구성되어 있으며, 이것은 각각 물리 계층, 데이터링크 계층, 애플리케이션 계층이다. 물리 계층은 RS-232, RS-422 등의 전기적인 전송 규격을 뜻한다. 데이터링크 계층은 Baud rate, Data bit, Parity bit, Stop bit 등을 정해 놓는다. Application Layer는 데이터를 전송하는 Sentence에 대한 규약이이며 GPS등에서 표준프로토콜이다.

## 애플리케이션 레이어
애플리케이션 레이어에서의 문장 구조의 형식 및 특징은 다음과 같다.
- '$'로 시작한다.
- 첫 두 자리는 제품의 종류를 나타낸다. GPS 제품일 경우 GP, 수심 측정 장비인 Depth Sounder 제품일 경우 SD를 사용한다.
- 다음 세 자리는 해당 프로토콜이 가지고 있는 데이터의 종류를 나타낸다.
- 데이터의 구분은 ','로 하며 '*'로 끝난다.
- '$'와 '*'사이의 모든 데이터를 XOR(exclusive or) 연산을 하여 체크섬 값을 만들어 추가한다.
- <CR><LF>를 붙인다.

주로 사용되는 문장에 대한 예시와 설명은 다음과 같다.

$ELEXTECH, Inc  G1800s

 $HW Version 1.6

 $SW Version 231.000.100

 $Startup    4

 $TOW: 0

 $WK:  1192

 $POS: 6378137  0        0

 $Baud rate: 9600  System clock: 24.553MHz

 $GPGGA,114455.532,3735.0079,N,12701.6446,E,1,03,7.9,48.8,M,19.6,M,0.0,0000*48

 $GPGSA,A,2,19,25,15,,,,,,,,,,21.5,7.9,20.0*32

 $GPGSV,3,1,10,03,86,244,00,19,51,218,38,16,51,057,00,07,40,048,00*77

 $GPGSV,3,2,10,13,34,279,00,23,33,236,00,15,29,076,40,25,25,143,38*71

 $GPGSV,3,3,10,21,18,051,,27,12,315,*77

 $GPRMC,114455.532,A,3735.0079,N,12701.6446,E,0.000000,121.61,110706,,*0A

- Elextech사에서 만든 G1800s라는 GPS모듈이다.
- Baud Rate는 9600bps이다.

### GPGGA
GPGGA Global Positioning System Fix Data라고 한다. 여기에서 주로 알 수 있는 것은 시간, 위도, 경도, 고도 등이다.

$GPGGA,114455.532,3735.0079,N,12701.6446,E,1,03,7.9,48.8,M,19.6,M,0.0,0000*48

- 114455.532는 시간으로서 Zulu time (그리니치 표준시) 기준으로 11시 44분 55.532초를 뜻한다.
- 3735.0079는 위도로서 37도 35.0079분을 뜻한다. 도(degree) 단위로 환산시, 35.0079/60 = 0.5 대략 37.5도가 된다.
- 뒤의 N은 북위를 뜻한다. 적도 남쪽에 있다면 S가 된다.
- 12701.6446은 경도로서 127도 1.6446분을 뜻한다. 도(degree) 단위로 환산시, 1.6446/60 = 0.027 대략 127.0도가 된다.
- 뒤의 E는 동경을 뜻한다. W가 되면 서경이 된다.
- '1'은 Fix의 종류를 뜻한다. 이 자리의 숫자에 따른 뜻은 다음과 같다.
  - 0 : Invalid 잘못된 데이터. 주로 위성이 안 잡힐 경우.
  - 1 : GPS에서 제공하는 기본 위성을 가지고만 계산할 경우.
  - 2 : DGPS를 이용하여 보정하여 계산할 경우
  - DGPS를 이용할 경우 더욱 정확한 측정이 가능해진다. DGPS는 지구의 지표의 위치가 명확히 알려진 곳에 기지국을 설치하거나 또 다른 위성(NAVSTAR GPS위성이 아닌 타 위성)이 GPS송출 신호를 내보내어 보정하도록 하는 방법이다. 보통 15M정도의 오차를 가지는 GPS가 DGPS로 보정할 경우 5M로 오차가 줄어들게 된다.
- '03'은 계산에 사용한 위성을 개수를 나타낸다. 위치를 알기 위해서 최소3개 이상의 신호를 받아야 한다.
- '7.9'는 horizontal dilution of Precision으로 2차원적 오차결정(수평방향)을 뜻한다.
- '48.8M'는 해수면 기준 고도(해발)이다.
- '19.6M'는 지오이드고(geoid height)이다
- '0.0'과 '0000'은 DGPS 사용시 마지막으로 update한 시간과 DGPS 기지국의 ID이다.
- '48'은 Check Sum이다.

### GPGSV
GPGSV GPS Satellites in View는 현재 GPS Module이 수신할 수 있는 모든 위성의 정보이다. 모든 위성을 계산에 사용하지는 않는다.

  $GPGSV,3,1,10,03,86,244,00,19,51,218,38,16,51,057,00,07,40,048,00*77

  $GPGSV,3,2,10,13,34,279,00,23,33,236,00,15,29,076,40,25,25,143,38*71

  $GPGSV,3,3,10,21,18,051,,27,12,315,*77

- '3'은 앞으로 나올 GPGSV가 총 몇 개의 Sentence일지 알려준다. 여기에서는 총 3개의 Sentence이다.
- '1'은 GPGSV Sentence중 몇 번째의 Sentence인지 알려준다. 여기에서는 1번째 Sentence이다.
- '10'은 현재 수신할 수 있는 모든 위성의 개수를 나타낸다.
- '03,86,244,00'는
  - 3번 위성이고,
  - 현재 자신의 위치에서 86도 (degree) elevation
  - 244도 (degree)의 Azimuth
  - 신호대잡음비 (SNR)은 0이다.
- '77'은 Checksum이다.

최대 4개의 위성이 하나의 Sentence에 들어갈 수 있다.

### GPRMC
GPRMC Recommended Minimum data는 추천되는 최소한의 데이터들이다.

$GPRMC,114455.532,A,3735.0079,N,12701.6446,E,0.000000,121.61,110706,,*0A

- 114455.532는 시간으로서 Zulu time (그리니치 표준시) 기준으로 11시 44분 55.532초를 뜻한다.
- A는 GPS 신호의 신뢰성을 뜻한다. (A = 신뢰할 수 있음, V = 신뢰할 수 없음)
- 3735.0079는 위도로서 37도 35.0079분을 뜻한다. 도(degree) 단위로 환산시, 35.0079/60 = 0.5 대략 37.5도가 된다.
- 뒤의 N은 북위를 뜻한다. 적도 남쪽에 있다면 S가 된다.
- 12701.6446은 경도로서 127도 1.6446분을 뜻한다. 도(degree) 단위로 환산시, 1.6446/60 = 0.027 대략 127.0도가 된다.
- 뒤의 E는 동경을 뜻한다. W가 되면 서경이 된다.
- '0.000000'은 Speed over ground로서 knots 단위의 속도계이다. 비행기에서는 KIAS라는 속도 단위를 사용하고, 배에서는 Knots를 사용한다. KIAS는 Knots indicator air speed의 약자이다. km/h로 변환시 대략 1.8을 곱한다.
- '121.61'은 Track Angle in degree true로서, 진행 방향을 정북을 0도부터 359도까지 표현한 것이다. 121.61은 대략 동남쪽이다.
- '110706'은 Date를 뜻한다. 여기에서는 11th, July, 2006이며 2006년 7월 11일이다.
- ' '는 Magnetic Variation으로서 나침반이다. 예시의 GPS Module은 나침반이 내장되어 있지 않다.
- '*0A'는 체크섬이다.

### GPGSA
GSA는 GNSS DOP and Active Satellite를 의미한다. 데이타를 제공하는 위성을 나열하는 GSA 레코드에는 위성 번호에 대한 12개의 필드가 포함되어 있지만 8개의 위성 만 고려되므로 4개의 필드는 비어 있다.GSA는 단독으로 쓰이기 보다는 GSV와 상호참조로 위성상태를 확인하거나 시각적 분석을 위한 GLONASS 인공위성 및 이들의 자료등을 활용할 수 있다. 이 GSA 문장의 각각에는 대화자 ID GN가 있어야한다.
인공위성은 조합된 솔루션에 사용되며 각각의 위치 데이타에 사용된 결합 위성은 PDOP(축위오차), HDOP(수평오차) 및 VDOP(수직오차)를가지고있다.

 $--GSA,a,x,xx,xx,xx,xx,xx,xx,xx,xx,xx,xx,xx,xx,x.x,x.x,x.x*hh<CR><LF> 

$--GSA : 문장 ID
a : 모드1 - A = 2D/3D 자동변환 ,M =수동 전환
x : 모드2 - 2 = 2D , 3=3D
xx :사용된 위성번호 1~12개
VDOP, HDOP, PDOP : 오차값
hh : 체크섬

## 체크섬 코드
자바 버전
```
 char checkSum(String nmeaStr) {
  char check = 0; // iterate over the string, XOR each byte with the total sum;
  for (int c = 0; c < theseChars.length(); c++) {
  check = char(check ^ theseChars.charAt(c));
 } // return the result return check;
}
```

## 같이 보기
- GPS
- UTC